# Oisemont Communal Cemetery
Oisemont Communal Cemetery is een begraafplaats gelegen in de Franse plaats Oisemont (Somme). De militaire graven worden onderhouden door de Commonwealth War Graves Commission.
De begraafplaats telt 4 geïdentificeerde Gemenebest graven, waarvan een uit de Eerste Wereldoorlog en 3 uit de Tweede Wereldoorlog.